# Yucatán-Mazama

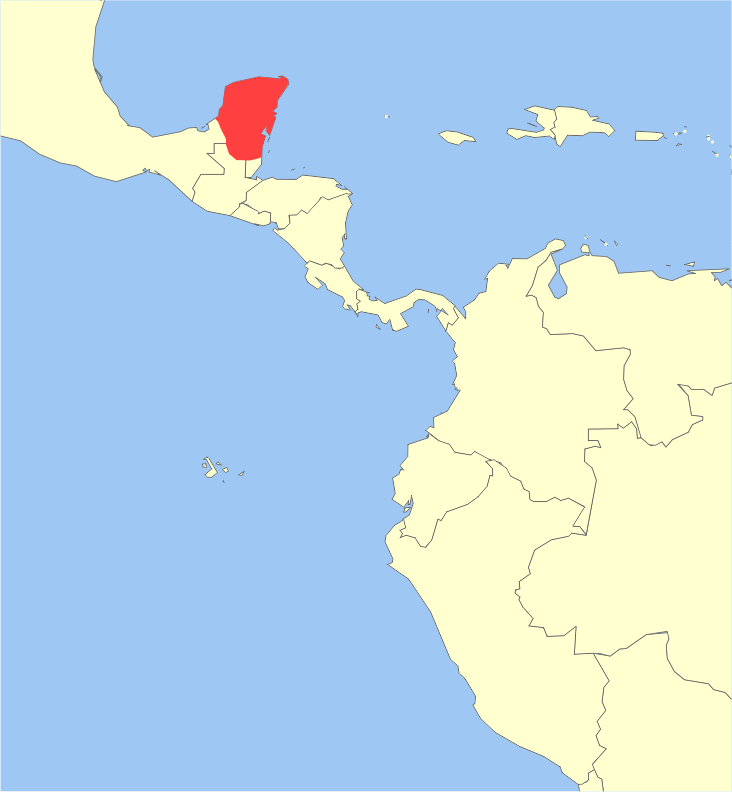
Verbreitungsgebiet des Yucatán-Mazama

Der Yucatán-Mazama (Odocoileus pandora, Synonym: Mazama pandora) ist ein Säugetier in der Gattung der Spießhirsche, das in Mexiko verbreitet ist. Die Population galt zeitweilig als Synonym des Großmazama. Der Artzusatz im wissenschaftlichen Namen bezieht sich auf die Pandora der griechischen Mythologie. Es ist nicht bekannt, warum der Erstbeschreiber Clinton Hart Merriam diesen Namen wählte.

## Merkmale
Die Art erreicht etwa dieselbe Größe wie der Großmazama und ist mit einem Gewicht von etwa 20,5 kg für Männchen sowie von etwa 17,3 kg für Weibchen etwas schwerer. Das graubraune bis braune Fell der Oberseite wird zu den Körperseiten hin heller und das Fell des Bauches ist fast weiß. Im Vergleich zu anderen Gattungsvertretern sind die Ohren des Yucatán-Mazama klein. Zwischen den Augen sind Borsten vorhanden. Die spießartigen Hörner der Männchen stehen weit auseinander und sind länger als bei anderen Spießhirschen.

## Verbreitung
Dieser Hirsch bewohnt die Halbinsel Yucatán in Mexiko und benachbarte Grenzstreifen von Belize und Guatemala. Er lebt im Flach- und Hügelland bis 300 Meter Höhe. Die Art kann sich an alle Habitate der Region anpassen. Sie hält sich sowohl in Regenwäldern als auch in den trockenen nördlichen Bereichen der Halbinsel auf.

## Lebensweise
Ein junges Weibchen hielt sich drei Monate in einem 50 Hektar großen Gebiet auf. Der Yucatán-Mazama bevorzugt die Früchte des Breiapfelbaums und des Brotnussbaums. Weiterhin zählen Maulbeergewächse, Sapotengewächse, Hülsenfrüchtler, Lorbeergewächse, Myrtengewächse und Palmen zur Nahrung. Ein Wurf besteht aus einem Neugeborenen. Junge Kitze sind aus den Monaten Mai, Juli, August und Oktober bekannt.

## Taxonomie und Systematik
Der Yucatán-Mazama wurde 1901 durch den amerikanischen Zoologen Clinton Hart Merriam als  Mazama pandora erstmals wissenschaftlich beschrieben. Die Systematik der neotropischen Hirsche (Odocoileini) ist sehr problematisch und die taxonomische Einordnung der Art innerhalb der Unterfamilie der Trughirsche ist noch nicht ausreichend geklärt. Laut einer phylogenetischen Studie von 2016 gehört der Yucatán-Mazama einer Entwicklungslinie an, die aus den vorwiegend rotbraun gefärbten Arten der Spießhirsche (Mazama americana, M. nana und M. rufina) und aus den zwei Arten der Gattung der Amerikahirsche (Odocoileus) besteht, wobei eine nähere Verwandtschaft mit Odocoileus vorliegt. Von der zu diesen Arten führenden Evolutionslinie hat er sich wahrscheinlich vor etwa 2,7 bis 1,9 Millionen Jahren getrennt. Eine Untersuchung von 2017 unterstützt die nahe Verwandtschaft des Yucatán-Mazamas mit dem Maultierhirsch (Odocoileus hemionus) und dem Weißwedelhirsch (Odocoileus virginianus) und stellt den Yucatán-Mazama in die Gattung Odocoileus, was von der American Society of Mammalogists in ihrer Online-Datenbank zur Säugetiersystematik und einigen anderen systematischen Quellen ebenfalls so gehandhabt wird.

## Gefährdung
Wie andere Spießhirsche wird die Art wegen ihres Fleisches gejagt. Weiterhin wirken sich Landschaftsveränderungen negativ auf den Bestand aus. Die IUCN schätzt, dass die Gesamtpopulation in den vergangenen 18 Jahren (drei Generationen) um 30 Prozent abnahm und listet den Yucatán-Mazama als gefährdet (vulnerable). Im Verwaltungsbezirk Calakmul wurde ein Schutzgebiet eingerichtet.